# Tritagonist
Ein Tritagonist ist in der Literatur der tertiäre Hauptcharakter (aus dem Altgriechischen: τριταγωνιστής, tritagōnistḗs, etwa ‚dritter Akteur‘) und nach dem Protagonisten und Deuteragonisten der drittwichtigste Charakter eines Werkes. Im Theater der griechischen Antike war der Tritagonist das dritte Mitglied der Schauspielertruppe.
Er kann als Ursache der Leiden des Protagonisten fungieren. Obwohl der Tritagonist selten ein sympathischer Charakter ist, verursacht er Situationen, in denen Mitleid und Sympathie für den Protagonisten erregt werden.

## Geschichte
Die Rolle des Tritagonisten ist aus früheren Formen des Duodramas hervorgegangen. Wo zwei Schauspieler nur eine Hauptfigur und ihren Gegner zuließen, ermöglichte die Verlagerung des Gegners auf einen dritten Schauspieler (den Tritagonisten) es dem zweiten Schauspieler (dem Deuteragonisten), Rollen als Vertrauter oder Helfer des Protagonisten zu spielen, und dadurch der Hauptfigur eine größere Charaktertiefe zu entlocken, indem der Protagonist einem Zuhörer auf der Bühne seine Gefühle und Motivationen erklärt. Da antike griechische Theaterrezitationen teilweise melodisch waren, würde die Rolle des Tritagonisten normalerweise einem Darsteller mit einer Stimme im Bassbereich zugeteilt werden (im Vergleich zum Protagonisten als Tenor und dem Deuteragonisten als Bariton). Cicero berichtete in seiner Divinatio in Caecilium, dass der Tritagonist (der eine untergeordnetere Rolle als der Protagonist hat) oft eine präsentere und tiefere Stimme haben musste, da er normalerweise von Natur aus stärker war als der Protagonist.
Bemerkenswerte altgriechische Schauspieler, die in dieser Rolle arbeiteten, sind der Redner Aischines, den Demosthenes für unbegabt als Tritagonist hielt, und Myniscus, der unter dem Dramatiker Aischylos Tritagonist war.
In einigen Formen des griechischen Theaters betrat der Tritagonist die Bühne traditionell von links.